# ویتری دی پوتنزا
ویتری دی پوتنزا (به ایتالیایی: Vietri di Potenza) یک کومونه در ایتالیا است که در استان پوتنزا واقع شده‌است. ویتری دی پوتنزا ۵۲ کیلومتر مربع مساحت و ۲٬۹۰۵ نفر جمعیت دارد و ۴۰۵ متر بالاتر از سطح دریا واقع شده‌است.

## خواهرخوانده
شهر مورو لوکانو خواهرخواندهٔ ویتری دی پوتنزا هست.